# Marshside (Kent)
Marshside est un hameau dans la paroisse de Chislet situé aux côtés des Marais Chislet et au sud-est de Herne Bay, dans le comté du Kent.